# Hrádek u Husince
Hrádek u Husince byl hrádek či tvrz, který stával přibližně 1,2 km na jih od Husince, nad údolím řeky Blanice.

## Historie
Objekt pravděpodobně nechal vystavět Pavel z Vimperka, jenž po smrti svého otce Herborta z Janovic získal v roce 1356 polovinu Husince. Pavel z Vimperk je zmiňován ještě v roce 1404, další zprávy se o něm, ani o objektu nedochovaly. Je možné, že k zániku došlo během husitských válek, novější výzkumy naznačují, že mohl zaniknout až ve druhé polovině patnáctého století. Jediným možný pozůstatkem bývá označován portál vjezdu, v současnosti zasazený v čp. 11 v nedalekých Dvorech. Původ portálu však bývá přisuzován i hrádku u Dvorů, měšťanským domům v Prachaticích či hradu Helfenburk u Bavorova. Po hrádku či tvrzi se dochovaly jen drobné terénní nerovnosti.